# Seznam medailistů na mistrovství Československa a Česka mužů a žen v běžecké štafetě na 4 × 100 m
Seznam medailistů na mistrovství Československa a Česka mužů a žen v běžecké štafetě na 4 × 100 m uvádí přehled sportovců, kteří získali medaile v závodech běžeckých štafet na 4 × 100 m na mistrovstvích Československa v letech 1945 až 1992 a na mistrovstvích Česka od roku 1993. 

## Muži
| Rok          | Místo              | Zlato                                                                | Výkon         | Stříbro                                                            | Bronz                                                            |
| ------------ | ------------------ | -------------------------------------------------------------------- | ------------- | ------------------------------------------------------------------ | ---------------------------------------------------------------- |
| MR ČSR 1945  | Praha              | Josef Sklenář Zdeněk Gail Miloslav Šimonek Mirko Paráček             | 44,2          | Arnošt Schneider Leopold Láznička Hemelík Miroslav Horčic          | Miroslav Laňka Miroslav Řihošek Miroslav Kemr Zbyněk Malý        |
| MR ČSR 1946  | Praha              | Zdeněk Pospíšil Milan Tošnar Miroslav Hrdlička Jiří David            | 43,5          | Kuleš Jaroslav Fikejz Miroslav Horčic Leopold Láznička             | Jan Schmid Miroslav Řihošek Jaroslav Oliva Zbyněk Malý           |
| MR ČSR 1947  | Praha              | Karel Lambert Jaroslav Fikejz Miroslav Horčic Leopold Láznička       | 42,9          | Miroslav Hrdlička Zdeněk Klimánek Milan Tošnar Jiří David          | Miroslav Laňka Miloš Trůbl Novák Jan Schmid                      |
| MR ČSR 1948  | Praha              | Karel Lambert Jaroslav Fikejz Arnošt Schneider Leopold Láznička      | 43,6          | František Hanic Albín Hisem Tibor Ťažký Teodor Grandtner           | Josef Sklenář Otomar Vacek Milan Johanides Mirko Paráček         |
| MR ČSR 1949  | Praha              | Karel Lambert Jaroslav Fikejz Miroslav Horčic Leopold Láznička       | 43,5          | Alexandr Grigorjev Antonín Honzík Otomar Vacek Mirko Paráček       | František Brož Čestmír Kodrle Zdeněk Šimek Jaroslav Přeček       |
| MR ČSR 1950  | Bratislava         | Stanislav Petrlíček Jaroslav Fikejz Miroslav Horčic Leopold Láznička | 42,7          | František Brož Jan Perek Karel Bažant Oldřich Kvapil               | Jiří David Zdeněk Pospíšil Milan Tošnar Radmil Koupán            |
| MR ČSR 1951  | Brno               | František Brož Rudolf Otava Oldřich Kvapil Jiří David                | 42,3          | Lubomír Man Lubomír Bartoš Radmil Koupán Zdeněk Pospíšil           | ATK Praha II 43,5                                                |
| MR ČSR 1952  | Praha              | František Brož Jiří David Václav Janeček Zdeněk Pospíšil             | 41,9          | Jaroslav Přeček Jan Perek František Kubíček Zdeněk Pospíšil        | Zdeněk Procházka Ján Čepčianský Lubomír Man Jaromír Srp          |
| MR ČSR 1953  | Praha              | František Brož Jiří David Václav Janeček Zdeněk Pospíšil             | 41,9          | Josef Cibulka Bohuslav Hlídek Oldřich Kvapil František Šimánek     | Miloš Trůbl Jaroslav Fikejz Miroslav Borsuk Jiří David           |
| MR ČSR 1954  | Ostrava            | Josef Bílek Bohuslav Hlídek Oldřich Kvapil František Šimánek         | 42,3          | Karel Štrobl Jaroslav Fikejz Václav Martínek Václav Janeček        | Viliam Dvonč Leopold Láznička Miroslav Horčic Vladimír Dostál    |
| MR ČSR 1955  | Brno               | František Brož Miloš Trůbl Václav Janeček Vilém Bogač                | 42,8          | Slávia Bratislava 43,0                                             | Vladimír Houška Jiří Metlický Gustav Netrval Jiří Sequens        |
| MR ČSR 1956  | Bratislava         | Jaroslav Jirásek Vilém Bogač Vilém Mandlík Václav Janeček            | 42,2          | Viliam Dvonč Ivan Veselský Dominik Kocinger Štefan Molnár          | Josef Bílek Jaroslav Frk Zdeněk Procházka František Šimánek      |
| MR ČSR 1957  | Praha              | Jaroslav Valouch František Šimánek Josef Bílek Václav Bečvárovský    | 42,0          | František Brož Jaroslav Jirásek Václav Janeček František Mikluščák | Dominik Kocinger Ivan Veselský Michal Baránek Ján Šteso          |
| MR ČSR 1958  | Ostrava            | Josef Holub František Šimánek Josef Bílek Václav Bečvárovský         | 42,8          | Branislav Bohuš Eugen Hrušovský Imrich Fedor Štefan Hrušovský      | Ján Šteso Václav Volný Michal Baránek Ivan Lacko                 |
| MR ČSR 1959  | Praha              | Jozef Kovalčin Václav Kynos Otakar Faltus Václav Janeček             | 41,8          | Marian Gáborik František Šimánek Josef Bílek Lumír Bělina          | Ivan Dostalík František Mikluščák Jiří Herman Vilém Bogač        |
| MR ČSSR 1960 | Brno               | Jaroslav Nohejl Ján Solčány Vilém Mandlík Jan Netopilík              | 42,4          | Imrich Fedor František Mikluščák Eugen Hrušovský Jozef Kočiš       | Jozef Kovalčin František Šimánek Jiří Čihák Boris Procházka      |
| MR ČSSR 1961 | Praha              | Ivan Plachta Petr Uhlíř Zdeněk Váňa Vilém Mandlík                    | 41,7          | Kabele Václav Pelák Pešl Otakar Faltus                             | Josef Bílek Jaroslav Kozibradka Karel Řehák Pavel Vitouš         |
| MR ČSSR 1962 | Ostrava            | Pavel Kilián Pavel Chaloupka Vilém Mandlík Petr Uhlíř                | 41,9          | Anton Keresteš František Mikluščák Jozef Žilinka Peter Zahradník   | Karel Řehák Josef Trousil Josef Bílek Josef Votrubec             |
| MR ČSSR 1963 | Hradec Králové     | Juraj Demeč František Mikluščák Jozef Valter Dušan Dubový            | 42,2          | Ladislav Ptáčník Jaroslav Novák Josef Bílek Josef Votrubec         | Jaroslav Nohejl Antonín Polášek František Ortman Vilém Mandlík   |
| MR ČSSR 1964 | Praha              | Vladimír Ptáčník Vít Schneider Václav Baroch Josef Trousil           | 41,2          | Karol Salay Herbert Bende Viktor Eichler Róbert Molnár             | Josef Čeliš Pavel Skopeček Petr Plaňanský Josef Holub            |
| MR ČSSR 1965 | Zábřeh             | Jan Kárný Miroslav Veruk Vít Schneider Ladislav Kříž                 | 41,7          | Miloš Holeček Otakar Faltus František Ortman Antonín Polášek       | Juraj Zamba František Mikluščák Juraj Demeč Peter Zahradník      |
| MR ČSSR 1966 | Třinec             | Jaroslav Vébr Herbert Bende Jiří Kynos Vladimír Uhlíř                | 40,9          | Petr Utěkal Miroslav Hutter Miloslav Mikyna Juraj Demeč            | Luděk Bohman Jiří Ryba Lubomír Němec Vašíček                     |
| MR ČSSR 1967 | Sokolov            | Jaroslav Vébr Jiří Tukinský Juraj Demeč Jiří Kynos                   | 40,6          | Vladimír Rabas Herbert Bende Štefan Golitko Jan Holčapek           | Karol Szalay Jozef Brugovský Peter Hoštianský Ján Koštial        |
| MR ČSSR 1968 | Jablonec nad Nisou | Jiří Kynos Jiří Tukinský Petr Utěkal Jozef Nemček                    | 40,5          | Josef Čeliš Luděk Bohman Petr Plaňanský Lubomír Nádeníček          | František Sláma Theodor Vaněk Vladimír Vozák Jaromír Králík      |
| MR ČSSR 1969 | Považská Bystrica  | Juraj Zamba Eugen Podhájecký František Štefánik Zdeněk Kojan         | 42,0          | František Fremuth Miroslav Hutter František Slavotínek Petr Krátký | RH Praha                                                         |
| MR ČSSR 1970 | Ostrava            | Karel Hock Dionýz Szögedi Jiří Kynos Jan Slanina                     | 41,2          | Petr Čech Milan Hirsch Josef Čeliš Luděk Bohman                    | Václav Štefek Ladislav Kříž Jiří Cunda Vlastimil Hoferek         |
| MR ČSSR 1971 | Praha              | Otakar Wild Milan Hirsch Josef Čeliš Luděk Bohman                    | 40,6          | Václav Fišer Juraj Demeč Jiří Kynos Jan Slanina                    | Miroslav Hutter Jaroslav Matoušek Václav Šprdlík Jaroslav Brož   |
| MR ČSSR 1972 | Praha              | Milan Hoidar Juraj Demeč Jiří Kynos Václav Štefek                    | 40,6          | Otakar Wild Milan Hirsch Josef Čeliš Luděk Bohman                  | Imrich Pivarník Miroslav Ivan Juraj Zamba Ján Šaffa              |
| MR ČSSR 1973 | Banská Bystrica    | Václav Štefek Juraj Demeč Jiří Kynos Karel Malík                     | 40,8          | Antonín Holubec Jan Slanina Otakar Wild Milan Hoidar               | Aleš Němec Jiří Ryšavý Josef Čeliš Luděk Bohman                  |
| MR ČSSR 1974 | Praha              | Milan Hoidar Juraj Demeč Jiří Kynos Václav Štefek                    | 40,6          | Aleš Němec Milan Hirsch Petr Čech                                  | Karel Hradil Zdeněk Mazur Jiří Mužík Tomáš Prax                  |
| MR ČSSR 1975 | Bratislava         | Jaroslav Hort Otakar Wild Juraj Demeč Milan Hoidar                   | 40,7          | Ján Chebeň Dušan Šváby Karol Česal Zdeněk Kojan                    | Jiří Málek Pavel Kupčák Jan Holeček Blahoslav Stella             |
| MR ČSSR 1976 | Třinec             | Jaroslav Hort Vítězslav Vostatek Otakar Wild Roman Lacko             | 40,94         | Ján Chebeň Jiří Goralczyk Zdeněk Kojan Martin Pelach               | Jiří Málek František Peč Vladimír Křivka Jaroslav Křivka         |
| MR ČSSR 1977 | Ostrava            | Ladislav Latocha Martin Pelach Jiří Goralczyk Ján Chebeň             | 41,11         | Marián Králík Jaroslav Matoušek Jiří Málek                         | Zdeněk Nygrýn Milan Wardas Otakar Wild Zdeněk Mazur              |
| MR ČSSR 1978 | Praha              | Milan Wardas Josef Lomický Stanislav Jelínek Miroslav Procházka      | 41,70         | Bernard Chovanec Eduard Longauer Petr Lukeš Martin Pelach          | Roman Eppert Pavel Vladař Daniel Salák Jaroslav Matoušek         |
| MR ČSSR 1979 | Praha              | Milan Wardas Zdeněk Mazur Otakar Wild Roman Lacko                    | 40,74         | Ivan Sedláček Jaroslav Hort Jiří Chramosta Karel Kolář             | Roman Eppert Roman Zrun Pavel Vladař Jaroslav Křivka             |
| MR ČSSR 1980 | Praha              | Milan Wardas Zdeněk Mazur Adolf Forman Josef Lomický                 | 40,53         | Luboš Chochlík Jan Těšitel Ján Tomko Július Ivan                   | Tomáš Beneš Libor Šebesta Antonín Pařízek Jaroslav Křivka        |
| MR ČSSR 1981 | Ostrava            | Milan Wardas Josef Lomický Miroslav Záhořák Roman Lacko              | 41,12         | Jan Trojanec Vladimír Dlouhý Miroslav Dongres Stanislav Švandrlík  | Luboš Chochlík Ladislav Latocha Miroslav Púchovský Dušan Malovec |
| MR ČSSR 1982 | Praha              | Milan Wardas Josef Lomický Jaroslav Priščák Miroslav Zahořák         | 40,71         | Tomáš Beneš Ludvík Svoboda Karel Kopeček Ivo Bilík                 | Drahoslav Česák Jozef Vilček Zdeněk Lubenský František Břečka    |
| MR ČSSR 1983 | Praha              | František Ptáčník Luboš Chochlík Miroslav Púchovský Ján Tomko        | 40,35         | Jaroslav Priščák Miroslav Zahořák Josef Lomický Stanislav Sajdok   | Tomáš Beneš Ludvík Svoboda Karel Kopeček Milan Bělošek           |
| MR ČSSR 1984 | Praha              | Aleš Höffer Petr Břečka Jaroslav Walach František Břečka             | 40,13         | Josef Lomický Stanislav Sajdok Milan Kořínek Zdeněk Mazur          | Vladimír Klouček Jiří Sachr Petr Marinčič Jiří Hudec             |
| MR ČSSR 1985 | Praha              | Ivan Ressler Milan Bělošek Karel Kopeček Jindřich Roun               | 40,78         | Pavel Šáda Josef Lomický Milan Kořínek Jaroslav Priščák            | VŠ Praha diskvalifikována                                        |
| MR ČSSR 1986 | Bratislava         | Zdeněk Hanáček Jan Leitner Jaroslav Priščák Pavel Polomský           | 40,58         | Ivo Bilík Jiří Valík Karel Kopeček Jiří Mezihorák                  | Jiří Zelený Zbyněk Vinš Miroslav Uhrin Roman Hradil              |
| MR ČSSR 1987 | Třinec             | Pavel Holomek Jindřich Roun Karel Kopeček Zbyněk Vinš                | 40,60         | Róbert Széli Josef Lomický Milan Gombala Zdeněk Hanáček            | Jiří Krzystek Stanislav Sajdok Jaroslav Walach Radim Pavlík      |
| MR ČSSR 1988 | Praha              | Pavel Holomek Zbyněk Vinš Karel Kopeček Jiří Mezihorák               | 40,32         | Pavel Šáda Jindřich Pospíšil Josef Lomický Pavel Polomský          | Petr Beck Miloš Prokopec Rostislav Pokorný Pavel Kubeš           |
| MR ČSSR 1989 | Banská Bystrica    | Jiří Mezihorák Jindřich Roun Karel Kopeček Zbyněk Vinš               | 40,24         | Pavel Šáda Pavel Polomský Radek Stupka Milan Kalina                | Tomáš Vaňkát Pavel Holomek Ján Šteso Petr Krtil                  |
| MR ČSFR 1990 | Praha              | Igor Kováč Jindřich Roun Karel Kopeček Ján Šteso                     | 40,59         | Martin Šimůnek Jiří Hrdý Radek Stupka Jiří Hudec                   | Pavel Šáda Luboš Ruda Pavel Polomský Jan Kobián                  |
| MR ČSFR 1991 | Ostrava            | Jiří Hudec Pavel Polomský Petr Obdržálek Ivo Krsek                   | 40,32         | Martin Kruml Luděk Bohman Jan Kobián Jan Grabmüller                | Igor Jenčo Luboš Jošťák Peter Skripko Marek Galajda              |
| MR ČSFR 1992 | Nitra              | Jiří Ondráček Walter Pilch Dalibor Kupka Jiří Valík                  | 40,56         | Jan Rymeš Luboš Ruda Radek Stupka Tomáš Dřímal                     | Aleš Vyhnálek Jindřich Roun Vlastimil Roun Jiří Mezihorák        |
| MR ČR 1993   | Jablonec nad Nisou | Jiří Mezihorák Luboš Ruda Jiří Ondráček Ivan Stinka                  | 40,33         | Jiří Hudec Martin Morkes Pavel Pospíšil Robert Změlík              | Václav Kuklík Ondřej Zeman Jan Šolc Karel Kuklík                 |
| MR ČR 1994   | Jablonec nad Nisou | Petr Boček Martin Morkes Jiří Ondráček Jiří Hudec                    | 40,91         | Tomáš Dvořák Jan Poděbradský Petr Steiner Ivan Stinka              | Martin Šimůnek Jan Rymeš Titus Eliáš Róbert Michalik             |
| MR ČR 1995   | Ostrava            | Tomáš Dvořák Martin Morkes Petr Steiner Ivo Krsek                    | 41,61         | Karel Sobotka Milan Kovář Ondřej Veselý Pavel Pospíšil             | Jaroslav Brož Milan Souček Jaroslav Šmaha Pavel Loučka           |
| MR ČR 1996   | Praha              | Tomáš Dvořák Martin Morkes Tomáš Dřímal Ivo Krsek                    | 41,03         | Petr Šarapatka Filip Myška Jan Grabmüller Luděk Bohman             | Roman Šebrle Kamil Damašek Josef Hodač Roman Orlík               |
| MR ČR 1997   | Třinec             | Tomáš Dvořák Martin Morkes Tomáš Dřímal Ivo Krsek                    | 40,00         | Ondřej Veselý Adam Ptáček Pavel Pospíšil Karel Sobotka             | Roman Šebrle Ondřej Zeman Roman Zubek Josef Hodač                |
| MR ČR 1998   | Jablonec nad Nisou | Martin Morkes Luděk Bohman Tomáš Dřímal Ivo Krsek                    | 39,48 Rek. MR | Jan HanzlAntonín Pařízek Roman Zubek Radek Zachoval Tomáš Černý    | Adam Ptáček Pavel Pospíšil Břetislav Macek Karel Sobotka         |
| MR ČR 1999   | Ostrava            | Radek Řechka Luděk Bohman Tomáš Dřímal Martin Duda                   | 40,50         | Roman Zubek Petr Krejčí Jiří Vojtík Ivan Šlehobr                   | Lukáš Čegan Pavel Loučka Michal Krejčí Martin Košťál             |
| MR ČR 2000   | Plzeň              | Radek Řechka Luděk Bohman Tomáš Dřímal Martin Duda                   | 40,35         | Pavel Rada Roman Zubek Martin Morkes Jan Kritzbach                 | Lukáš Čegan Martin Košťál Jiří Galočík Pavel Loučka              |
| MR ČR 2001   | Jablonec nad Nisou | Pavel Rada Roman Zubek Tomáš Černý Jan Kritzbach                     | 41,25         | Jan Stokláska Rudolf Götz Martin Bohman Luděk Bohman               | Vít Zákoucký Petr Hnízdil Petr Šarapatka Pavel Beneš             |
| MR ČR 2002   | Ostrava            | Pavel Jelínek Jaroslav Potůček Jaroslav Čech Jan Kritzbach           | 41,49         | Jan Stokláska Petr Habásko Rudolf Götz Ludvík Bohman               | Antonín Molek Jaroslav Černý Tomáš Borek Petr Hnízdil            |
| MR ČR 2003   | Olomouc            | Tomáš Zumr Stanislav Sajdok Jiří Kmínek Martin Břeň                  | 41,80         | Jaroslav Pospíšil Pavel Šrom Jiří Opravil Lukáš Janoštík           | Karel Kolečko Michal Šída Rostislav Šulc Ondřej Benda            |
| MR ČR 2004   | Plzeň              | Petr Šarapatka Jan Stokláska Rudolf Götz Martin Bohman               | 40,82         | Tomáš Knebl Stanislav Sajdok Tomáš Zumr Filip Klvaňa               | Karel Kolečko Vojtěch Šulc Rostislav Šulc Ondřej Benda           |
| MR ČR 2005   | Kladno             | Tomáš Zumr Ladislav Křížek David Vrba Ondřej Kozlovský               | 41,24         | Petr Šarapatka Martin Bohman Jan Schiller Roman Gomola             | Jan Mazanec Petr Szetei Aleš Parát Tomáš Železný                 |
| MR ČR 2006   | Praha              | Jan Feher Rostislav Šulc Vojtěch Šulc Ondřej Benda                   | 40,20         | Jan Čech Jaroslav Šmotek Richard Synek Jiří Vojtík                 | Štěpán Tesařík Štěpán Wagner Stanislav Sajdok Tomáš Knebl        |
| MR ČR 2007   | Třinec             | Ondřej Kozlovský Jan Schiller Rudolf Götz Jan Stokláska              | 40,32         | Libor Žilka Jiří Vojtík Petr Svoboda Jaroslav Šmotek               | Jan Feher Rostislav Šulc Vojtěch Šulc Ondřej Benda               |
| MR ČR 2008   | Tábor              | Ondřej Kozlovský Ladislav Křížek Jan Schiller Tomáš Bošek            | 40,52         | Jan Feher Rostislav Šulc Vojtěch Šulc Ondřej Benda                 | Michal Jahn Jan Halík Martin Houdek Jiří Faist                   |
| MR ČR 2009   | Praha              | Libor Žilka Jiří Vojtík Jan Ondráček Jan Stokláska                   | 40,47         | Jan Feher Rostislav Šulc Ondřej Kuptík Ondřej Benda                | Petr Šarapatka Ludvík Bohman Tomáš Kavka Jan Schiller            |
| MR ČR 2010   | Třinec             | Robert Školoud Matěj Blahůt Michal Novák Jan Vrba                    | 43,22         | Petr Jelínek Václav Janoušek Rostislav Šulc Ondřej Benda           | Miroslav Vinkler Ivo Brýdl Tomáš Netolický Jiří Pálka            |
| MR ČR 2011   | Brno               | Michal Čada Lukáš Šťastný Lukáš Maslák Petr Lichý                    | 40,80         | Libor Žilka Jiří Vojtík Pavel Jiráň Martin Mazáč                   | Jan Feher Rostislav Šulc Vojtěch Šulc Ondřej Benda               |
| MR ČR 2012   | Vyškov             | Jan Feher Rostislav Šulc Vojtěch Šulc Ondřej Benda                   | 40,10         | Michal Čada Lukáš Šťastný Pavel Maslák Petr Lichý                  | Marek Bakalár Ivo Krsek Matyáš Myškovský Tomáš Nešvera           |
| MR ČR 2013   | Tábor              | Jan Feher Rostislav Šulc Vojtěch Šulc Ondřej Benda                   | 40,94         | Tomáš Kavka Michal Tlustý Miloslav Petrák Jan Jirka                | Jan Jánský Lukáš Posekaný Petr Frolík Jiří Feigel                |
| MR ČR 2014   | Ostrava            | Jiří Gvušč Dominik Dvořák Adam Grabmüller Tomáš Petr                 | 41,68         | Marek Bakalár Jan Jánský Petr Frolík Jiří Feigel                   | Vojtěch Nohava Ladislav Křížek Martin Lecjaks Pavel Benda        |
| MR ČR 2015   | Plzeň              | Šrámek Adam Grabmüller Urban Kadlec                                  | 41,44         | Navrátil Suchánek Vaverka Pírek                                    | Kolář Povýšil Svoboda Trafina                                    |
| MR ČR 2016   | Tábor              | Kadlec Jan Veleba Jan Jirka Zdeněk Stromšík                          | 39,55         | Král Povýšil Svoboda Kolář                                         | Jan Feher Rostislav Šulc Vojtěch Šulc Pavel Benda                |
| MR ČR 2017   | Třinec             | Jíra Hampl Němejc Polák                                              | 40,65         | Král Povýšil Trafina Kolář                                         | Grabmüller Tlustý V.Svoboda Kadlec                               |
| MR ČR 2018   | Kladno             | Řehák Holub Jíra Hampl                                               | 41,43         | Grabmuller Tlustý Svoboda J. Chlopčík                              | Žouželka Benda Netymach Kadlec                                   |
| MR ČR 2019   | Brno               | Koška Holub Jíra Hampl                                               | 40,65         | Grabmuller Tlustý Svoboda J. Pekárek                               | Ličman Maruštík Rež Procházka                                    |
| MR ČR 2020   | Plzeň              |                                                                      |               |                                                                    |                                                                  |
| MR ČR 2021   | Zlín               | Wijas A. Havlas A. Jíra S. Hampl Š.                                  | 40,61         | Ntemo A. Soukal L. Budig M. Kubelík E.                             | Urbánek P. Páník M. Maruštík D. Rež J.                           |
| MR ČR 2022   | Hodonín            | Tláskal T. Kubeš J. Macík O. Koška M.                                | 40,26         | Mika O. Raška A. Soukal L. Ondráček J.                             | Šebík L. Sýkora J. Janský M. Hampl Š.                            |
| MR ČR 2023   | Tábor              | Koška M. Veleba J. Polák J. Macík O.                                 | 39,58         | Lutz M. Ščibráni M. Lisák T. Stromšík Z.                           | Šebík L. Jelínek E. Janský M. Jíra S.                            |
| MR ČR 2024   | Zlín               | Stanislav Jíra Matyáš Koška David Kolář Jan Veleba                   | 40,17         | Jakub Majerčák Milan Ščibráni Tomáš Lisák Zdeněk Stromšík          | Petr Hroch Adam Šulc Michal Blažek Michal Desenský               |
| MR ČR 2025   |                    |                                                                      |               |                                                                    |                                                                  |

## Ženy
| Rok          | Místo              | Zlato                                                                             | Výkon         | Stříbro                                                                                    | Bronz                                                                         |
| ------------ | ------------------ | --------------------------------------------------------------------------------- | ------------- | ------------------------------------------------------------------------------------------ | ----------------------------------------------------------------------------- |
| MR ČSR 1945  | Praha              | Jiřina Jirsáková Růžena Šulcová Eva Preussová Vlasta Píšová                       | 54,5          | Alena Sigmundová Alexandra Jirsová Anna Plšková Zdeňka Kantorková                          | Soňa Reichová Eva Reichlová Bičíková Marie Sedláčková                         |
| MR ČSR 1946  | Praha              | Marie Sychrová Danuše Klesnilová Zdenka Petrová Danuše Hiklová                    | 52,9          | Eva Preussová Růžena Šulcová Božena Cvrková Věra Kuželová                                  | startovaly jen 2 štafety                                                      |
| MR ČSR 1947  | Praha              | Dagmar Woffová Bohumila Veselá Danuše Klesnilová Danuše Hiklová                   | 52,2          | Soňa Reichová Milena Wimmerová Jeníčková Hana Zentnerová                                   | Vysloužilová Alexandra Jirsová Anna Plšková Olga Šicnerová                    |
| MR ČSR 1948  | Praha              | A. Calábková-Sigmundová Vlasta Valentová Olga Šarmanová Olga Šicnerová            | 51,6          | Libuše Lomská Vlasta Chlumská Jaroslava Jungrová Věra Bémová-Kuželová                      | Květoslava Pochopová Bohumila Veselá Ludmila Müllerová                        |
| MR ČSR 1949  | Praha              | Květoslava Pochopová Ludmila Müllerová Danuše Klesnilová                          | 54,9          | Svit Gottwaldov 56,2                                                                       | Sokol Brno I B 58,6                                                           |
| MR ČSR 1950  | Bratislava         | Dagmar Tesaříková Jiřina Henzlová Miloslava Hulová Olga Modrachová                | 51,9          | Jaroslava Jungrová Věra Rendlová Soňa Reichová Lenka Petrlíková                            | Alexandra Ustohalová Zdeňka Jílková Hrdličková Drahomíra Popelková            |
| MR ČSR 1951  | Brno               | Dagmar Tesaříková Jaroslava Jungrová Jiřina Fikejzová Olga Modrachová             | 51,4          | Miloslava Brázdová Zdeňka Jílková Věra Strojilová Danuše Andrlová-Hiklová                  | Vítkovické železárny 53,9                                                     |
| MR ČSR 1952  | Praha              | Věra Horáková Alena Smyslová Danuše Andrlová Dagmar Bosáková                      | 50,6          | Drahomíra Čajková Jaruška Vaculová Věra Sehnalová Věra Nopová                              | Milena Wimmerová Alexandra Černá Jarmila Fryčková Libuše Dvořáková            |
| MR ČSR 1953  | Praha              | Jana Rabová Alena Smyslová Dana Andrlová Dagmar Bosáková                          | 49,4          | Květoslava Bukovská Bedřiška Müllerová Blahoslava Zvárová Libuše Říhová                    | Müllerová Klacáková Jarmila Lelková Libuše Dvořáková                          |
| MR ČSR 1954  | Ostrava            | Jaroslava Viltová Dagmar Kučerová Irena Holubová Libuše Strejčková                | 50,2          | Dana Zátopková Jaroslava Lišková Zlata Rozkošná Olga Modrachová                            | Marie Novotná Bedřiška Müllerová Marlena Košťálová Květoslava Bukovská        |
| MR ČSR 1955  | Brno               | Hana Kovaříková Gertruda Prokopová Věra Švajgrová-Noppová Kamila Šlampová         | 49,6          | Slovan Ústí n/L 52,8                                                                       | Slavia Nymburk TÚTVS 55,9                                                     |
| MR ČSR 1956  | Bratislava         | Věra Švajgrová Getruda Prokopová Anna Kovaříková Jaruška Vaculová                 | 49,3          | Alena Stříbrná Alena Rektorysová Soňa Stančíková Miloslava Maninová                        | Marie Kubcová Bedřiška Müllerová Blahoslava Zvárová Květoslava Pohlová        |
| MR ČSR 1957  | Praha              | Marie Kubcová-Novotná Květoslava Pohlová Miloslava Maninová Libuše Strejčková     | 49,3          | Vlasta Svozilová Dagmar Pavlousková-Kučerová Miloslava Kaniová-Brázdová Veronika Vodičková | Alena Schusterová Alena Stolzová Anna Zábršová Božena Bartošová               |
| MR ČSR 1958  | Ostrava            | Anna Kovaříková Gertruda Prokopová Věra Švajgrová Helena Garčarová                | 48,3          | Jana Jankovská Květoslava Pohlová Miloslava Maninová Libuše Strejčková                     | Alena Schusterová Alena Stolzová Anna Zábršová Věra Havránková                |
| MR ČSR 1959  | Praha              | Věra Jurčíková Bedřiška Kulhavá Miloslava Maninová Libuše Strejčková              | 49,2          | Anna Zábršová Alena Stolzová Věra Havránková Jaroslava Skořepová                           | Anna Kovaříková Gertruda Dudová-Prokopová Vlasta Horklová Milena Popková      |
| MR ČSSR 1960 | Brno               | Olga Fomenková Vlasta Přikrylová Anna Zábršová Alena Stolzová                     | 48,3          | Eva Seidlová Božena Duchoslavová Jiřina Soldátová Eva Novotná                              | Blanka Kuklová Marie Veistauerová Jitka Mánková Pavla Ceháková                |
| MR ČSSR 1961 | Praha              | Božena Duchoslavová Magda Seigová Eva Seidlová Jiřina Soldátová                   | 48,6          | Mocová Olga Fomenková Anna Zábršová Alena Stolzová                                         | Vlasta Štillerová-Kotrbová Libuše Kotvaldová Helena Konířová Eva Pletková     |
| MR ČSSR 1962 | Ostrava            | Vlasta Přikrylová Alena Stolzová Anna Zábršová Helena Pečánková                   | 47,8          | Eva Seidlová Magda Seigová Marta Ullmanová Jiřina Soldátová                                | Danuše Vandrolová Renata Prokopová Marta Martináková Gertruda Dudová          |
| MR ČSSR 1963 | Hradec Králové     | Jana Borovičková Alena Stolzová Vlasta Přikrylová Olga Fomenková                  | 48,1          | Božena Duchoslavová Magda Seigová Eva Seidlová Jiřina Faltusová-Soldátová                  | Danuše Vandrolová Renata Prokopová Markéta Tymočová Alexandra Drobná          |
| MR ČSSR 1964 | Praha              | Jitka Labuťová Marie Baťhová Emilie Foltová Marcela Jungwirthová                  | 48,8          | Hana Doškářová Jana Šmerdová Ludmila Bojanovská Alena Kalodová                             | Danuše Vandrolová Renata Vaculová-Prokopová Markéta Tymočová Alexandra Drobná |
| MR ČSSR 1965 | Zábřeh             | Jitka Labuťová Eva Rubešová Emilie Foltová Eva Mikynová                           | 48,6          | Danuše Vandrolová Vlasta Horklová Marta Kovalčíková Bohumila Bednářová                     | Margita Beníková Nataša Nyklová Jana Zemanová Eva Tomášová                    |
| MR ČSSR 1966 | Třinec             | Zuzana Teichmanová Alena Hiltscherová Libuše Eichlerová Vlasta Přikrylová         | 46,2          | Olga Klasová Anna Chmelková Eva Kucmanová Eva Lehocká                                      | Alena Kalodová Jitka Krchová Eva Putnová Jana Šmerdová                        |
| MR ČSSR 1967 | Sokolov            | Eva Putnová Jana Rafajová Alena Kalodová Jana Šmerdová                            | 46,5          | Marta Olbrichová Milena Piáčková Zdeňka Omelková Marie Otová-Brabcová                      | Zuzana Teichmanová Olga Fomenková Anna Zábršová Vlasta Seifertová             |
| MR ČSSR 1968 | Jablonec nad Nisou | Jana Šmerdová Alena Vozáková-Kalodová Eva Putnová Zuzana Glossová                 | 46,5          | Eva Kucmanová Eva Glesková Soňa Špaňová Lydia Bujalková                                    | Marta Lendelová Libuša Kladeková Jozefína Hallová Mária Devínska              |
| MR ČSSR 1969 | Považská Bystrica  | Eva Putnová Kamila Kučerová Alena Vozáková Jana Šmerdová                          | 47,8          | Miroslava Březíková Marta Olbrichová Marie Otová Božena Navrátilová                        | RH Praha                                                                      |
| MR ČSSR 1970 | Ostrava            | Eva Putnová Zuzana Glosová Slavěna Procházková Jana Veverková-Šmerdová            | 47,4          | Milena Piáčková Marta Olbrichová Marie Otová-Brabcová Božena Navrátilová                   | Ľubica Vašutová Mária Devínska Iveta Šatanková Libuša Kladeková               |
| MR ČSSR 1971 | Praha              | Slavěna Procházková Eva Putnová Alena Vozáková Kamila Kučerová                    | 48,1          | Hana Jandová Naděžda Říhová Simona Jahodová Libuše Macounová                               | Jindra Kociánová Libuše Suchánková Miluše Lásková Věra Pařízková              |
| MR ČSSR 1972 | Praha              | Bohunka Murasová Krista Jarošová Danuše Vandrolová Eva Štefková                   | 47,9          | Libuše Macounová Naděžda Říhová Simona Jahodová Hana Jandová                               | Hana Slámová Hana Malá Ivana Pohlová Jarmila Hlubučková                       |
| MR ČSSR 1973 | Banská Bystrica    | Radmila Vavříková Marcela Jelínková-Zelenková Helena Svobodová Miroslava Brožková | 48,8          | Lenka Honzíková Ivana Nováková Hana Hamanová Miluše Lásková                                | Hana Malá Hana Slámová Naďa Švrčinová Věra Šírová                             |
| MR ČSSR 1974 | Praha              | Zuzana Schořálková Marcela Jelínková Marta Olbrichová Helena Svobodová            | 47,1          | Eva Putnová Jana Veverková Blanka Hrabovská Zdena Holánová                                 | Lenka Honzíková Ivana Nováková Hana Hamanová Jindřiška Krchová                |
| MR ČSSR 1975 | Bratislava         | Zdena Hřebíčková Lenka Cachová Ludmila Jimramovská Jana Veverková                 | 46,9          | Zdena Rudická Daniela Široká Jarmila Kováčiková Mária Varcholová                           | Jiřina Plívová Marcela Jelínková Miroslava Březíková Marta Olbrichová         |
| MR ČSSR 1976 | Třinec             | Darina Hlaváčová Daniela Široká Jarmila Kováčiková Mária Varcholová               | 47,23         | Lenka Honzíková Blanka Hrabovská Anna Reviľáková Radislava Šoborová                        | Vanda Nováková Ludmila Jimramovská Kamila Jozefíková-Kučerová Jana Veverková  |
| MR ČSSR 1977 | Ostrava            | Eva Ráková-Kovalčíková Daniela Široká Viera Dodrvová Mária Varcholová             | 47,19         | Lenka Zahradníková Ladislava Spálenská Jana Poloková Ivana Hronková                        | Jana Vášová Marcela Jelínková Helena Svobodová Kateřina Procházková           |
| MR ČSSR 1978 | Praha              | Jarmila Nygrýnová Zdena Holánová Jozefína Čerchlanová Eva Šuranová                | 45,96         | Jana Burianová Emilie Szmeková Olga Kmochová Jana Karasová                                 | Eva Vančurová Hana Reiterová Lenka Hloušková Lenka Zavadilová                 |
| MR ČSSR 1979 | Praha              | Štěpánka Sokolová Zdena Holánová Radoslava Černá Jarmila Nygrýnová                | 46,62         | Jana Hrazdírová Jitka Kučerová Ludmila Jimramovská Iva Dembická                            | Ivana Besedová Olga Jančíková Viera Dodrvová Daniela Široká                   |
| MR ČSSR 1980 | Praha              | Milena Tebichová Štěpánka Sokolová Hana Kovandová Jarmila Nygrýnová               | 46,36         | Hana Mašterová Kateřina Křepelková Helena Syrůčková Radislava Šoborová                     | Ludmila Jimramovská Jitka Kučerová Jana Wegscheiderová Iva Dembická           |
| MR ČSSR 1981 | Ostrava            | Iva Dembická Jitka Kučerová Ludmila Jimramovská Jana Wegscheiderová               | 46,84         | Alena Šišková Eva Murková Monika Tallová Soňa Tomová                                       | Iveta Baránková Eva Kotvasová Anna Hanuliaková Emília Danišková               |
| MR ČSSR 1982 | Praha              | Monika Tallová Eva Kotvasová Soňa Tomová Eva Murková                              | 47,15         | Daniela Drinková Agáta Dórová Marta Tomajková Daniela Široká                               | Jitka Novobilská Taťána Kocembová Renata Černochová Ivana Klozová             |
| MR ČSSR 1983 | Praha              | Ivana Kurucová Dana Michalová Miroslava Hochmanová Lenka Katonová                 | 47,80         | Jana Plíšková Eva Pavlíková Markéta Hušková Irena Krejcarová                               | startovaly 2 štafety                                                          |
| MR ČSSR 1984 | Praha              | Pavlína Karnovská Michaela Řeháková Radislava Šoborová Helena Syrůčková           | 46,80         | Zuzana Votrubová Alena Pyšková Eva Kuchtová Jarmila Strejčková                             | Jana Lembacherová-Berková Zdena Vytisková Jana Doležalová Štěpánka Fialová    |
| MR ČSSR 1985 | Praha              | Iveta Tesařová Helena Otáhalová Věra Tylová Helena Syrůčková                      | 46,60         | Šárka Hanzlíčková Lenka Jelínková Iva Jínová Alena Bulířová                                | Jana Plíšková Lada Žampová Jaroslava Coufalová Irena Krejcarová               |
| MR ČSSR 1986 | Bratislava         | Iveta Tesařová Kateřina Křepelková Pavlína Karnovská Věra Tylová                  | 49,01         | Michaela Svobodová Radka Kupková Věra Skotnická Monika Špičková                            | startovaly jen 2 štafety                                                      |
| MR ČSSR 1987 | Třinec             | Iveta Tesařová Pavlína Karnovská Zuzana Lajbnerová Helena Trojancová              | 47,82         | Radka Texlová Daniela Weegerová Naděžda Bónová Iveta Prellerová                            | Pavla Tymočová Jana Mrovcová Renata Černochová Lucie Moszkorzová              |
| MR ČSSR 1988 | Praha              | Renata Kubelková Jana Křivánková Romana Špiková Daniela Weegerová                 | 47,64         | Jana Tomsová Dagmar Jechová Pavlína Karnovská Hana Váňová                                  | Jana Faltusová Dagmar Vávrů Věra Koubová Monika Špičková                      |
| MR ČSSR 1989 | Banská Bystrica    | Pavlína Sýkorová Daniela Weegerová Andrea Zsideková Jana Křivánková               | 45,94         | Heda Čechová Karolína Severová Michaela Svobodová Monika Špičková                          | Radka Tremlová Dana Koubová Šárka Kadlubcová Ivana Rubášová                   |
| MR ČSFR 1990 | Praha              | Jana Křivánková Andrea Zsideková Romana Špiková Iveta Prellerová                  | 47,10         | Dagmar Urbánková Karolína Severová Marcela Novotná-Ševčíková Monika Špičková               | Markéta Kesnerová Hana Patáková Lenka Juráňová Erika Suchovská                |
| MR ČSFR 1991 | Ostrava            | Kateřina Štočková Iveta Prellerová Pavlína Sýkorová Andrea Zsideková              | 46,88         | Jana Pospíšilová Markéta Kesnerová Jana Maternová Erika Suchovská                          | Petra Míková Kristína Mrlinová Zuzana Pastušková Gabriela Pondová             |
| MR ČSFR 1992 | Nitra              | Dana Polachová Jana Pospíšilová Markéta Kesnerová Erika Suchovská                 | 46,45         | Gabriela Váňová Kateřina Štočková Pavlína Sýkorová Daniela Weegerová                       | nikdo                                                                         |
| MR ČR 1993   | Jablonec nad Nisou | Barbora Dostálová Jana Pospíšilová Markéta Kesnerová Erika Suchovská              | 46,87         | Michaela Klápšťová Jana Hajná Eva Šafaříková Zdeňka Mušínská                               | Monika Kohoutová Eva Kopečková Helena Vinařová Ivana Sekyrová                 |
| MR ČR 1994   | Jablonec nad Nisou | Michaela Klápšťová Jana Hajná Eva Šafaříková Zdeňka Mušínská                      | 47,06         | Dana Polachová Libuše Tománková Věra Horáková Erika Suchovská                              | Martina Ježková Jana Pospíšilová Markéta Kesnerová Soňa Lužová                |
| MR ČR 1995   | Ostrava            | Markéta Pernická Radana Volná Bohdana Válková Zuzana Pastušková                   | 45,88         | Helena Vinařová Naděžda Koštovalová Olga Čaňková Zdeňka Mušínská                           | Kateřina Bedáňová Barbara Szlendaková Monika Turanská Martina Kuchťáková      |
| MR ČR 1996   | Praha              | Gabriela Švecová Denisa Obdržálková Kateřina Nekolná Iveta Rudová                 | 46,93         | Radana Volná Bohdana Válková Markéta Pernická Zuzana Pastušková                            | Jana Klečková Lenka Kadeřávková Gabriela Dvořáková-Váňová Zdeňka Mušínská     |
| MR ČR 1997   | Třinec             | Kateřina Štočková Lucie Hošková Lucie Jarošová Pavlína Vostatková                 | 46,93         | Nikola Špinová Šárka Beránková Helena Vinařová Pavla Sichová                               | Petra Hlavatá Bohdana Válková Radana Volná Markéta Pernická                   |
| MR ČR 1998   | Jablonec nad Nisou | Jana Fáberová Šárka Beránková Jitka Burianová Pavlína Vostatková                  | 45,44         | Gabriela Švecová Iveta Rudová Denisa Krejčová Kateřina Nekolná                             | Markéta Pernická Nikola Špinová Bohdana Válková Radana Volná                  |
| MR ČR 1999   | Ostrava            | Lenka Ostravská Lucie Komrsková Denisa Krejčová Kateřina Nekolná                  | 46,16         | Kristýna Šubrtová Helena Vinařová Eva Šafaříková Šárka Beránková                           | Eva Jelínková Štěpánka Klapáčová Jana Klečková Pavlína Dlouhá                 |
| MR ČR 2000   | Plzeň              | Kristýna Šubrtová Jitka Burianová Klára Dubská Šárka Beránková                    | 45,65         | Zdeňka Tučanová Zuzana Němečková Lenka Priščáková Stanislava Batlíková                     | Martina Žabková Natálie Fričová Dana Eismanová Jana Šmídová                   |
| MR ČR 2001   | Jablonec nad Nisou | Zdeňka Tučanová Eva Horová Jana Polívková Stanislava Batlíková                    | 46,40         | Petra Seidlová Zuzana Bičíková Adéla Hedvičáková Lenka Ficková                             | Martina Žabková Kateřina Čelišová Dana Eismanová Jana Šmídová                 |
| MR ČR 2002   | Ostrava            | Lucie Komrsková Štěpánka Klapáčová Hana Benešová Tereza Košková                   | 45,62         | Michaela Hejnová Klára Dubská Eva Šafaříková Kristýna Šubrtová                             | Tereza Štvánová Věra Gažáková Radka Jelínková Lucie Fraňková                  |
| MR ČR 2003   | Olomouc            | Tereza Košková Petra Seidlová Lucie Komrsková Hana Benešová                       | 46,93         | Ester Tschiedelová Lenka Ostravská Zuzana Bičíková Jana Korešová                           | Natálie Fričová Kateřina Čelišová Dana Eismanová Jana Šmídová                 |
| MR ČR 2004   | Plzeň              | Tereza Košková Štěpánka Klapáčová Lenka Ostravská Hana Benešová                   | 46,78         | Michaela Rinková Veronika Kohútová Veronika Šrámková Denisa Ščerbová                       | Kristýna Strejčková Pavlína Vostatková Iveta Kubová Jana Šmídová              |
| MR ČR 2005   | Kladno             | Lucie Martincová Štěpánka Klapáčová Lenka Ostravská Tereza Košková                | 45,34         | Monika Táborská Martina Skružná Iva Vedralová Jitka Bartoničková                           | Tereza Štvánová Lenka Lepičová Martina Průchová Lucie Fraňková                |
| MR ČR 2006   | Praha              | Tereza Trčková Štěpánka Klapáčová Kristina Bažatová Petra Seidlová                | 45,32         | Monika Táborská Iva Vedralová Lenka Vorlová Jitka Bartoničková                             | Jana Korešová Lucie Komrsková Zuzana Bičíková Pavlína Humpolíková             |
| MR ČR 2007   | Třinec             | Iveta Mazáčová Martina Dostálová Jana Branišová Marie Burešová                    | 45,75         | Zuzana Bičíková Pavlína Humpolíková Kristina Bažatová Tereza Trčková                       | Lucie Fraňková Lenka Lepičová Lenka Švábíková Pavlína Vostatková              |
| MR ČR 2008   | Tábor              | Zuzana Bičíková Petra Seidlová Kristina Bažatová Jitka Bartoničková               | 46,23         | Jana Brožová Pavlína Vostatková Lenka Lepičová Petra Fairaislová                           | Iveta Mazáčová Martina Dostálová Jana Branišová Marie Burešová                |
| MR ČR 2009   | Praha              | Iveta Mazáčová Martina Dostálová Jana Sajdoková Tereza Straková                   | 46,91         | Adéla Černá Pavlína Vostatková Lenka Lepičová Petra Fairaislová                            | Kateřina Líbalová Jana Janoušová Nicola Radostová Pavla Nestrašilová          |
| MR ČR 2010   | Třinec             | (Česko) DNF neudělena                                                             | DNF           | (PSK Olymp Praha) DNF neudělena                                                            | (TJ Vodní stavby Tábor) DNF neudělena                                         |
| MR ČR 2011   | Brno               | Iveta Mazáčová Monika Táborská Jana Branišová Kateřina Čechová                    | 44,61         | Lucie Škrobáková Pavlína Humpolíková Kristina Bažatová Denisa Rosolová                     | Kateřina Líbalová Jana Janoušová Nicola Radostová Kristýna Šrobová            |
| MR ČR 2012   | Vyškov             | Barbora Procházková Martina Schmidová Klára Seidlová Pavlína Humpolíková          | 45,80         | Iveta Mazáčová Veronika Vojtíková Monika Táborská Kateřina Čechová                         | Martina Černochová Pavla Hřivnová Eliška Moravcová Markéta Mrňová             |
| MR ČR 2013   | Tábor              | Iveta Mazáčová Barbora Procházková Martina Schmidová Monika Táborská              | 44,77         | Pavla Hřivnová Jana Sotáková Martina Černochová Markéta Mrňová                             | Klára Seidlová Pavlína Humpolíková Alena Galertová Aneta Komrsková            |
| MR ČR 2014   | Ostrava            | Lucie Domská Pavlína Humpolíková Klára Seidlová Barbora Procházková               | 45,03         | Lucie Koudelová Jana Sotáková Markéta Mrňová Pavla Hřivnová                                | Anežka Rajmonová Zuzana Kubicová Iva Vedralová Šárka Buranská                 |
| MR ČR 2015   | Plzeň              | Lucie Domská Karolina Hlavatá Martina Hofmanová Lucie Koudelová                   | 45,85         | Iveta Mazáčová Barbora Procházková Švecová Pavlína Humpolíková                             | Paťková Kratochvílová Jirmanová Semecká                                       |
| MR ČR 2016   | Tábor              | Lucie Domská Barbora Procházková Martina Hofmanová Kobianová                      | 45,29         | A. Strnadová Pavla Hřivnová Markéta Mrňová Marcela Pírková                                 | Šárka Hlaváčková Šárka Kalvová Agáta Kolingerová Jíchová                      |
| MR ČR 2017   | Třinec             | Lucie Domská Nicoleta Turnerová Martina Hofmanová Lucie Koudelová                 | 45,67         | A. Pírková Minářová Novotná Vávrová                                                        | Barbora Janíčková Procházková Edita Sklenská Markéta Mrňová                   |
| MR ČR 2018   | Kladno             | A Domská Pírková Hofmanová Jiranová                                               | 45.44         | Nikola Rabiňáková Kubicová Kaletová Kotková                                                | Lenka Káclová Edlová Hanzlíková Votinská                                      |
| MR ČR 2019   | Brno               | Seidlová Pírková Lucie Domská Jiranová                                            | 44,43 Rek. MR | Kobianová B. Dvořáková Hofmanová Lucie Koudelová                                           | Pichalová Linda Hettlerová Suchá Majerová                                     |
| MR ČR 2020   | Plzeň              | K. Kobiánová M. Pírková M. Hofmanová L. Domská                                    | 46,01         | M. Kučerová K. Dvořáková V. Holubářová B. Dvořáková                                        | K. Adlerová L. Hettlerová D. Majerová L. Suchá                                |
| MR ČR 2021   | Zlín               | L. Dufková Nicoleta Turnerová M. Hofmanová B. Dvořáková                           | 45,59         | M. Štolová Johana Kaiserová Agáta Kolingerová Natálie Kožuškaničová                        | Michaela Gieselová B. Zatloukalová Katrin Sásová Lucie Mičunková              |
| MR ČR 2022   | Hodonín            | Seidlová K. Kaiserová J. Hofmanová M. Pírková M.                                  | 44,92         | Štolová M. Turnerová N. Dvořáková K. Novotná J.                                            | Hlaváčková Š. Doubková M. Slabá K. Přibylová V.                               |
| MR ČR 2023   | Tábor              | Sobotková K. Kožuškaničová N. Hofmanová M. Kaiserová J.                           | 45,82         | Štolová M. Turnerová N. Dvořáková K. Dvořáková B.                                          | Hlaváčková Š. Doubková M. Slabá K. Králová E.                                 |
| MR ČR 2024   | Zlín               | Marcela Pírková Johana Kaiserová Martina Hofmanová Natálie Kožuškaničová          | 44,95         | Lucie Zavadilová Valentýna Jindrová Kateřina Šťastná Daniela Volná                         | Pavla Kvasničková Klára Lišková Zdara Pezinková Kristina Stránská             |
| MR ČR 2025   |                    |                                                                                   |               |                                                                                            |                                                                               |